# Partidul Social Democrat Român (1927-1948)
Partidul Social Democrat Român (PSDR) a fost reprezentantul social-democrației în viața politică românească până la instaurarea ilegală și forțată a regimului comunist în România.

## Începuturi
Ideile socialiste au pătruns în Principatele Române prin intermediul tinerilor care își făceau studiile în străinătate, transferul de idei făcîndu-se mai ales pe filiera franceză, datorită predilecției pentru cultura franceză. Mai ales după revoluția de la 1848, ideile socialiste au fost propagate prin intermediul presei muncitorești și socialiste, reprezentate de Telegraful român (1865), Analele tipografice (1869), Uvrierul și Lucrătorul român (1872). În jurul acestor publicații s-au format cercuri socialiste, în cadrul cărora s-au afirmat personalități ca Titus Dunca, Zamfir Arbore, frații Ioan și Gheorghe Nădejde. Un aflux important l-a avut venirea în țară a unui grup de emigranți ruși și basarabeni, cunoscuți sub numele de narodnici, prigoniți de autoritățile țariste, între care se remarcau Constantin Dobrogeanu-Gherea, Nicolae Zubcu-Codreanu și dr. N. Russel. Ei au adus o infuzie nouă de idei socialiste de tip anarhist, dominante în Rusia, dar și de tip german, prin intermediul mai multor reviste, între care s-a remarcat Contemporanul (1881). În paginile acestuia au publicat articole socialiști de marcă – Vasile Conta, Constantin Dobrogeanu-Gherea, Vasile G. Morțun, Theodor Speranția, Sofia Nădejde, Anton Bacalbașa, Constantin Mille, Vasile Lates ș.a. Ei au dat o orientare modernă mișcării socialiste românești, prin sprijinirea implicării în lupta politică legală. Această orientare s-a concretizat prin apariția, în 1886, a studiului lui Gherea, Ce vor socialiștii români? Expunerea socialismului științific și Programul socialist, o analiză a societății românești care susținea formarea unui partid socialist românesc și o serie de revendicări democratice de perspectivă (votul universal, libertatea presei, egalitatea femeilor cu bărbații). 
La 31 martie 1893 a fost fondat Partidul Social-Democrat al Muncitorilor din România (PSDMR). Din conducere făceau parte Ioan Nădejde, Vasile G. Morțun, Constantin Dobrogeanu-Gherea, Ion C. Frimu, Mihail Gheorghiu-Bujor, Cristian Racovski, Dimitrie Marinescu, Gheorghe Cristescu și Ilie Moscovici. Programul adoptat, inspirat din scrierile lui Gherea și de programul de la Erfurt al social-democraților germani, definea rolul PSDMR ca reprezentant al proletariatului român. Principalele direcții de acțiune ale partidului erau instituirea votului universal, adoptarea unei legislații a muncii și reforma radicală a sistemului agrar în favoarea țărănimii, organizarea învățământului gratuit obligatoriu, garantarea dreptului la întrunire, instituirea impozitului progresiv pe venit, descentralizarea și autonomia comunală. Partidul a adoptat o poziție moderată, în sensul acceptării cadrului constituțional existent, sub influența tripletei aflată la conducerea efectivă: Gherea – Nădejde - Mortun.
În 1899 partidul s-a destrămat, iar cluburile muncitorești au fost desființate, cu excepția clubului de la București, în cadrul căruia au continuat să activeze personalități ca I. C. Frimu, C. Z. Buzdugan și Cristian Racovski. 
La 31 ianuarie 1910 a fost înființat Partidul Social Democrat Român (PSDR), condus de I.C. Frimu, Mihai Gh. Bujor, Cristian Racovski, Dimitrie Marinescu și Constantin Vasilescu. Un rol important continuă să îl joace Dobrogeanu-Gherea, a cărui lucrare, "Neoiobăgia" a avut o influență importantă asupra orientării partidului. Legăturile cu alte partide social-democrate au fost întărite prin participarea la Congresele Internaționalei a II-a de la Basel (1912) și Copenhaga (1913), unde au fost adoptate rezoluții pacifiste.

## Perioada interbelică
PSDR a salutat Marea Unire din 1918, solicitând democratizarea țării și transformarea ei într-o societate socialistă. În decembrie 1918, PSDR și-a schimbat denumirea în Partidul Socialist, dar din rândurile sale s-au desprins mai multe facțiuni și grupuri disidente. Congresul din 7 mai 1927 a hotărât centralizarea întregii mișcări socialiste prin constituirea Partidului Social-Democrat (PSD), iar printre membrii săi se numărau George Grigorovici, Constantin Titel Petrescu, Ilie Moscovici, Șerban Voinea, Iosif Jumanca, Ioan Flueraș, Ștefan Voitec, Lothar Rădăceanu, Theodor Iordănescu, Ion Pas. A urmat o perioadă de scindări generate de relaționarea cu celelalte partide, respectiv cu PNȚ și PNL, în vederea accederii la putere. În perioada dictaturii regale, PSD și-a continuat activitatea în ilegalitate, sub conducerea lui Constantin-Titel Petrescu. Deși se aflau în tratative cu comuniștii pentru organizarea luptei antifasciste, social-democrații români au întrerupt contactele cu comuniștii, care susținuseră anexarea Basarabiei și Bucovinei de Nord la URSS. 
După 23 august 1944, PSD a fost implicat în constituirea primelor cabinete provizorii, dar la instalarea guvernului Petru Groza, în martie 1945, Constantin Titel Petrescu și alți lideri regionali ai PSD au refuzat să participe. PSD era în pragul scindării deoarece o parte a socialiștilor doreau o colaborare cu comuniștii. La Conferința din decembrie 1945, în urma hotărîrii majorității delegaților de a merge în alegerile parlamentare pe liste comune cu PCR, Constantin Titel Petrescu și susținătorii săi au părăsit PSDR constituindu-se apoi, în mai 1946, în Partidul Social-Democrat Independent (PSDI). În manifestul PSDI se arăta că partidul este promotorul adevărat al social democrației românești. În februarie 1948 PSD a fuzionat cu PCR în cadrul Partidului Muncitoresc Român (PMR). Două luni mai tîrziu, liderii PSDI au fost arestați, fapt care a cauzat dispariția partidului din viața politică.

## Membri importanți

Ion Flueraș
Gheorghe Grigorovici
Emil Racoviță